# Manden uden Fremtid
|  | Denne artikel er oprettet af botten PalnaBot ud fra en ekstern database. Den kan derfor have sproglige fejl eller mangler. Denne skabelon kan fjernes efter kontrol af indholdet. |

Manden uden Fremtid er en film fra 1916 instrueret af Holger-Madsen efter manuskript af Harriet Bloch.